# Expandierende Monomere
Expandierende Monomere sind Monomere, deren Volumen während der Polymerisation steigt (sie expandieren). Sie können Formulierungen beigemischt werden, um der sonst übliche Volumenschrumpfung (während der Polymerisation) entgegenzuwirken und Produkte höherer Qualität und Haltbarkeit zu erzeugen. Volumenschrumpfung ist in erster Linie für die unschmelzbaren Duroplaste ein Problem, da diese nach der Polymerisation in unveränderbarer Form vorliegen.:2

## Hintergrund
Die Qualität von Duroplasten (vernetzten Polymeren) wird durch eine Vielzahl von Faktoren wie der Reinheit des verwendeten Monomers, Polymerisationszeit und -temperatur, Stöchiometrie der Comonomere (wenn verwendet) oder der Art und Menge des Katalysators oder Initiators bestimmt. Ein anderer, selten bedachter Faktor ist die Volumenschrumpfung (und Dichtezunahme) während der Polymerisation; alle Polymere schrumpfen während der Polymerisation bis zu einem gewissen Grad. Dieser Volumenschwund kann (nach dem Gelpunkt) zu mechanischer Beanspruchung innerhalb des Polymers führen (Eigenspannung), zu Mikrofrakturen, zu verschlechterten mechanischen Eigenschaften oder zur Ablösung des Polymers vom Untergrund (Substrat).
Expandierende Monomere hingegen nehmen nach der Polymerisation ein größeres Volumen als zuvor ein und wurden entwickelt, um der sonst üblichen Volumenschrumpfung bei Zugabe entgegenzuwirken. Für andere Anwendungen, wie Feinguss oder Zahnfüllungen, wäre eine leichte Expansion während der Polymerisation für eine vollständige Füllung einer bestimmten Form wünschenswert. Dennoch, für einige Anwendungen kann sogar eine kleine Schrumpfung erwünscht sein, um beispielsweise das Polymer aus der Form leichter zu lösen. Expandierende Monomere können verwendet werden um die Volumenänderung während der Polymerisation zu beeinflussen bzw. zu kontrollieren.:3

### Gründe für Volumenschrumpfung
Volumenschrumpfung sowohl während der Polymerisation wie auch während der Vernetzung (Härtung) beobachtet. Diese Volumenschrumpfung wird durch verschiedene Faktoren verursacht. Der Hauptgrund ist, dass sich Monomere aus dem Abstand einer Van-der-Waals-Bindung dem Abstand einer kovalenten Bindung nähern, wenn diese während der Polymerisation ausgebildet wird. Das kann am Beispiel der Polymerisation von Ethen illustriert werden::23
Der Abstand zwischen den Monomeren ändert sich von der Länge einer Van-der-Waals-Bindung (3,40 Å) zum Abstand einer kovalenten Einfachbindung (1,54 Å), was zusammen eine Nettoänderung von −1,86 Å ergibt. Das Umwandeln einer Doppelbindung (1,34 Å) in eine Einfachbindung (1,54 Å) führt jeweils einer leichten Expansion (0,2 Å).  Beide Effekte zusammen ergeben jedoch eine deutliche Schrumpfung (−1,66 Å).
Eine untergeordnete Rolle spielt hingegen die Entropieänderung während der Polymerisation und die Änderung der Packungsdichte; das Polymer ist dichter gepackt als das Monomer. Während einer Polykondensation würden zudem kleine Moleküle freiwerden, die beim Entfernen einen weiteren Beitrag zur Schrumpfung leisten.